# Блёзе, Луи Флоран Альфред
Луи Флоран Альфред Блёзе́ (фр. Louis Florent Alfred Bleuzet; 26 апреля 1874, Азбрук — 27 января 1941, Париж) — французский гобоист и музыкальный педагог.
Окончил Парижскую консерваторию (1893). С 1896 г. солист Опера-комик и Оркестра Колонна, в 1901—1938 гг. Оркестра концертного общества Парижской консерватории, с 1904 г. оркестра Парижской оперы. С 1919 г. вёл класс гобоя в Парижской консерватории. В 1927 г. награждён крестом Почётного легиона (награждение приурочено к 100-летию со дня смерти Бетховена).